# Malimbe à queue rouge
Malimbus scutatus
Espèce
Statut de conservation UICN

 LC  : Préoccupation mineure
Le Malimbe à queue rouge (Malimbus scutatus) est une espèce de passereaux appartenant à la famille des Ploceidae.
Son aire s'étend à travers la forêt guinéenne de l'Ouest africain.